# 瑞士選舉
瑞士選舉是瑞士舉行的選舉，主要分為三種：國家元首、瑞士聯邦委員會和瑞士聯邦議會。瑞士聯邦議會實行兩院制，由國民院及聯邦院組成。三個選舉都是同年舉行，每四年舉行一次。瑞士聯邦委員會主席和副主席由委員互選產生，而瑞士聯邦議會兩個院的所有議席就由選民投票選出。